# 俄克拉何马狭地
奧克拉荷馬狹地（英語：Oklahoma Panhandle，Neutral Strip）以前稱為無人區（英語：No Man's Land）、公共地帶（Public Land Strip）、中立地帶（Neutral Strip）或西馬龍領地（Cimarron Territory），是位於奧克拉荷馬州西北部的狹地，以37°N、103°W、36.5°N、100°W為邊界，長267公里，寬55公里。
奧克拉荷馬狹地曾为西班牙帝國的一部分，在墨西哥獨立後成為墨西哥領土，並於德克薩斯共和國成立時成為該共和國的一部分，接著和德克薩斯共和國一起併入美國。在密蘇里協議中禁止北緯36.5°以北的各州蓄奴，此地區因此沒有被劃入德州。該地區曾試著建立獨立行政區域，但沒有成功。後併入成為奧克拉荷馬州的領地。